# Bishi Bashi
Bishi Bashi (ビシバシチャンプ Bishi Bashi Chanpu?) es una serie de videojuegos de Konami para arcade, teléfonos móviles, PlayStation y Windows. Todos los juegos de la serie consisten en jugar a través de una gran variedad de minijuegos competitivos contra otros jugadores. Los juegos de arcade soportan de 1 a 6 jugadores (4 en Bishi Bashi Channel) mientras que el juego de PlayStation permite de 1 a 8 jugadores, el juego ofrecerá oponentes manejados por la computadora si no hay suficientes jugadores humanos.

## Juegos para arcade
Los videojuegos para arcade lanzados hasta la fecha incluyen:
- Bishi Bashi Championship Mini Game Senshuken, o Bishi Bashi Champ en 1996
- Super Bishi Bashi Champ[1] y Handle Champ en 1998
- Hyper Bishi Bashi, Gachaga Champ, Step Champ y Hyper Bishi Bashi Champ[3] en 1999
- Anime Champ en 2000
- Salaryman Champ en 2001
- Great Bishi Bashi Champ en 2002
- Bishi Bashi Champ Online en 2005
- The★BishiBashi en 2009
- Bishi Bashi Channel en 2018

Los controles del juego de arcade son muy simples: cada jugador tiene un botón rojo, azul y verde, situado a la izquierda, derecha y centro, respectivamente. Cada minijuego explica sus controles antes de que comience el juego. Algunos títulos de la serie, sin embargo, hacer uso de una palanca, volante o alfombra de baile para los controles en lugar de los 3 botones.
The★BishiBashi usa el botón amarillo (botón de start) en la mayoría de los minijuegos para acabar el minijuego antes de que el tiempo expire.
Bishi Bashi Channel usa un gabinete múseca modificado, en donde una tecla central para cada jugador es remplazado por un "spinner".

## Juegos para PlayStation
Algunos de los minijuegos de los juegos de arcade se han portado a la PlayStation de Sony y lanzado bajo el nombre Bishi Bashi Special (ビシバシスペシャル). Salaryman Champ También se ha portado a la misma consola.
- Bishi Bashi Special fue lanzado en 1998 en Japón[5][6]
  - Incluye los minijuegos de Bishi Bashi Champ, Super Bishi Bashi Champ y Handle Champ.
- Bishi Bashi Special 2 fue lanzado en 1999 en Japón[7]
  - Incluye los minijuegos de Hyper Bishi Bashi Champ y Gachaga Champ.
- Una edición europea titulada Bishi Bashi Special fue lanzada en 2000 y compila Bishi Bashi Special 1 y 2 en un disco, retitulándolos Super Bishi Bashi y Hyper Bishi Bashi.
- Bishi Bashi Special 3 fue lanzado en 2000, solamente en Japón[8]
  - Incluye los minijuegos de Step Champ.

A diferencia del juego de arcade, los minijuegos portados no siempre utilizan los botones rojo, verde y azul del DualShock, los minijuegos de "aporrear botones" permiten al jugador usar los sticks analógicos o los botones superiores, además de los botones regulares.
- Salaryman Champ: Tatakau Salaryman fue lanzado en 2001, solamente en Japón (desarrollado por Success).

## Juegos para teléfonos móviles
- Bishi Bashi Champ en 2001
- Shout! Shaberin Champ Mobile en 2007[9]
- Intuition! Bishi Bashi Champ Mobile en 2007
- The Bishi Bashi! e-AMUSEMENT en 2009
- Min'na de bishibashi en 2014
- Bishi'Bashi'